# アンドレ・マッセナ
アンドレ・マッセナ（André Masséna、出生名: Andrea Massena、1758年5月6日 - 1817年4月4日）は、フランスの軍人。第一帝政下の元帥。エスリンク大侯爵。リヴォリ公爵。ナポレオン戦争では主に方面軍司令官を務め、スイス戦役や半島戦争などに従事した。日本語ではマセナと表記する場合もある。

## 生涯

### 前半生
1758年5月6日、マッセナはニースの貿易商の息子に生まれた。幼い頃に両親を失い、石鹸製造業を営む叔父に引き取られたが、13歳の時に家出し、武装商船(一種の私掠船、海賊)の船員になった。
1775年、船員を辞め、一兵卒としてフランス陸軍に入隊し、ロイヤル・イタリアン連隊に配属された。下士官の最高位である曹長（准尉）まで昇進したものの、貴族出身者以外にはそれ以上の昇進の見込みがなかったため、1789年に除隊した。その後、密輸業を営んでいたが、1791年に再び軍に入隊した。かつての軍歴が評価され、1792年までに大佐に昇進した。

### 将軍時代
フランス革命戦争が進行する中、マッセナはイタリア方面軍で着実に功績を上げ、2年で将軍まで昇進した。1794年8月のサオルジオの戦いで最初の勝利を挙げた。1795年8月3日、ロナートの戦いにおいてオーストリア軍を破ったことは、彼にとって最初の著名な勝利となった。また、この戦いで初めてナポレオン・ボナパルトと対面した。
1796年、ナポレオンが新任のイタリア方面軍司令官となると、マッセナは彼の指揮下に入り、イタリア遠征を進めていった。1797年1月14日、リヴォリの戦いで、マッセナは驚異的な機動によってオーストリア軍の後背をつき、勝利の立役者となった。1799年、マッセナはスイス方面軍司令官に任命され、第二次対仏大同盟に基づいてヘルヴェティア共和国（スイスに樹立されたフランスの傀儡国家）へ侵攻してきたロシア・オーストリア同盟軍と戦った。同年9月25日から26日にかけて行われた第二次チューリッヒの戦いで同盟軍を破り、大いに名声を高めた。
1799年、ブリュメールのクーデタによってナポレオンが第一執政となった。1800年、マッセナはイタリア方面軍司令官に任じられ、イタリアに派遣された。しかし、数で勝るオーストリア軍の攻勢の前に、フランス軍は防戦に回らざるをえなくなった。また、フランス軍は盛んに略奪を働いたため、現地人の不満を招いた。同年3月、ジェノヴァで包囲され、3ヶ月にわたる篭城戦の後、6月4日に降伏した。このため、マッセナ軍は6月14日のマレンゴの戦いには参加できなかった。その後、マッセナは一時軍籍を離れ、立法院議員を務めた。

### 元帥時代
1804年、皇帝に即位したナポレオンは、マッセナを軍務に復帰させ、合わせて元帥に昇進させた。1805年、再びイタリア方面軍司令官に任命され、ヴェローナを制圧してオーストリア軍の進軍を阻み、さらに同年10月30日のカルディエロの戦いでオーストリア軍を破って多数の捕虜を得た。1806年、ナポレオンの兄ジョゼフがナポリ王になると、マッセナはナポリ軍の指揮権を与えられた。しかし、このときも略奪を働いたために現地人の反感を買った。1808年、リヴォリ公爵に叙せられた。
1809年、第五次対仏大同盟が結成されると、マッセナは第4軍団司令官となり、オーストリアへ侵攻した。アスペルン・エスリンクの戦いで、フランス軍の前衛が敗退したとき、マッセナの第4軍団は友軍を救援し、さらに橋頭堡を守り抜いた。この功績と、続くヴァグラムの戦いで上げた功績により、エスリンク大侯爵に叙せられた。
1810年、マッセナはポルトガル方面軍司令官に任命され、半島戦争に加わった。同年9月27日、ブサコの戦いで初めて同盟軍と衝突した。イギリス軍司令官の初代ウェリントン公爵アーサー・ウェルズリーは、決戦を避けて同盟軍をトレス・ヴェドラス線まで後退させた。マッセナ軍はトレス・ヴェドラス線を抜けないまま、徐々に消耗していった。1811年、イギリス軍の援軍が到着すると戦況は逆転し、同年3月5日のバロッサの戦い、同年5月3日のフェンテス・デ・オニョーロの戦いなどでフランス軍は敗退を繰り返した。マッセナは軍司令官を解任され、マルセイユの司令官に降格された。

### 晩年
その後、ナポレオンが退位し、ルイ18世によって王制が復古されても、マッセナはマルセイユ司令官を務め続けた。エルバ島からナポレオンが脱出し、いわゆる百日天下が始まると、マッセナは彼を支持したが、軍に加わることはなかった。ワーテルローの戦いでナポレオンが敗北した後、王制を支持しなかったことを理由に、全ての軍務を解任された。1817年4月4日、パリで死亡した。

## 評価
マッセナは独占欲が強く、貪欲な人柄であったとされている。また、戦場に男装させた愛人を連れて歩くほどの女好きでもあった。その性格からしばしば問題を起こし、特にイタリアやスペインでの大々的な略奪行為は批判されている。
一方で軍事指揮官としては非常に優秀な人物であり、特にリヴォリの戦いに見られたような機動戦を得意とした。マッセナをナポレオン麾下の元帥の中で最優秀と評価する歴史家もいるほどである。ナポレオンも彼の能力を高く評価しており、一時は軍務を離れていたマッセナを、即位後直ちに元帥に復帰させたことはその表れといえるだろう。半島戦争で敵となったウェリントンも、結果的に自らの指揮がマッセナを降格させたにもかかわらず、後任司令官となったスールトと比較して、「マッセナの力量の方が上」「スールトはマッセナ以下」であると評価している。

## 備考
- ニューヨーク州の町マッセナは彼の名に由来している。19世紀、フランス人の材木商によって命名された。